# Maquis de Sainte-Anne
Lors de la Seconde Guerre mondiale, le maquis de Sainte-Anne désigne un maquis de la résistance française installé dans la Chaîne des Côtes dans le département des Bouches-du-Rhône.

## Histoire
Venant des villages de Rognes, Lambesc, de La Roque-d'Anthéron, de Charleval, environ 350 hommes armés se regroupent le 5 juin 1944 sur le mot d'ordre « Méfiez-vous du Toréador ».
Le maquis est composé de deux groupes distincts : 
- Un premier issu principalement de Lambesc qui se regroupe sur le plateau de la plaine du Sèze.
- Un second issu principalement des communes de Charleval et de La Roque-d'Anthéron qui se regroupe sur le plateau de Manivert également appelé plateau de Sainte-Anne.

Le 11 juin 1944, à l'entrée ouest de Lambesc, les Allemands tentent d'intercepter une voiture et une camionnette transportant des armes. Les maquisards répliquent et tuent une sentinelle allemande. Dans l'après-midi, un détachement allemand arrête 25 hommes par représailles. Dans la nuit du 11 au 12 juin, une centaine de soldats investit les villages alentour et bloque les chemins d'accès à la chaîne des Côtes. Au matin, du 12 juin, les Allemands arrêtent des personnalités des villages. Des maisons sont pillées et incendiées, et dans l'après-midi, le feu est mis aux collines. Les maquisards se replient. Les arrestations se poursuivent toute la journée.
Le maquis est réduit par des troupes allemandes le 12 juin 1944 lors de la prise du plateau de Manivert. Le groupe de résistants situé sur la plaine du Sèze assiste impuissant aux combats et se disperse pour échapper à une arrestation. Les premières exécutions se produisent au gré des arrestations, en pleine campagne. Les informations ayant permis l'encerclement du plateau de Manivert et sa réduction furent fournies par l'agent « Erick ».

## Hommage
Un mémorial est dressé sur la plateau de Sainte-Anne à la mémoire des combattants du maquis qui périrent sous les balles de l'occupant.
En juin 2019, le monument est vandalisé et les plaques en fonte portant le nom des résistants exécutés sont arrachées et volées.